# Hafdís Renötudóttir
Hafdís Renötudóttir (født 12. juli 1997 i Reykjavík, Island) er en kvindelig islandsk håndboldspiller som spiller for Valur i hjemlandet og Islands kvindehåndboldlandshold.

## Meritter

### Fram
- Islandske ligacup:
  - Vinder (3): 2013, 2015, 2016